# Wilhelm Ludwig Andresen
Wilhelm Ludwig Andresen (16. maj 1885 i Kating, Ejdersted - 21. april 1983 i Husum) var en dansk-frisisk journalist og politiker.
Efter en uddannelse som trykker i Tønning, virkede Andresen flere år i forlags- og reklamebranchen i Hamborg, Berlin, Lübeck og Flensborg. I 1905 tilsluttede han sig det tyske socialdemokrati, men forlod partiet igen, da de tyske socialdemokrater gik med til krigskreditterne i 1914. I årene 1916 - 1918 deltog han som soldat ved fronten i 1. verdenskrig. Efter hjemkomsten positionerede han sig på den danske side i den tysk-danske nationalitetskonflikt i Slesvig/Sønderjylland og skrev for den dansk-orienterede avis Der Schleswiger. I 1923 var Andresen en af grundlæggerne af Frisisk-Slesvigsk Forening (i dag Friisk Foriining) og var medvirkende til at udforme et national-frisisk program, som han gik ind for i mange taler, artikler og brochurer. Hans mål var den politiske anerkendelse af nordfriserne som et nationalt mindretal og støttelse af det frisiske sprog og kultur. I den nationalsocialistiske tid blev han udsat for repressalier. Som i afstemningsperioden i 1920 førte han efter 1945 atter kampagne for Sydslesvigs genforening med Danmark. Han understregede frisernes selvstændighed og udtalte sig endda for oprettelsen af et selvstændigt (nord)frisisk parti. I 1963 giftede han sig med den dansk-tyske maler Margareta Erichsen (1916–2006).